# 交響曲第2番 (橋本國彦)
交響曲第2番は、1947年に橋本國彦が新憲法施行記念祝賀会のために作曲した2楽章から成る交響曲。別名「祝典交響曲（ヘ長調）」。

## 作曲の経緯
1946年、母校東京音楽学校（現在の東京芸術大学音楽学部）教授の職を辞した橋本が、同年発足した憲法普及会の委嘱を受けて書いた。普及会は日本国憲法施行を記念する音楽の作成を委嘱するに当たって「終戦後低迷を続けている音楽界に対し初めて本格的な管弦楽曲創作の動機を提供するという文化的意義と共に、日本現代音楽の水準を世界に示すという国際的な役割をも果たすことになる」との認識に立っていた。普及会は橋本のほか、小宮豊隆（東京音楽学校校長）、信時潔（同校作曲科講師）、長谷川良夫（同教授、橋本の後任）と協議し、交響曲を橋本が、カンタータ（「偉いなる朝」）を長谷川が、国民歌（「われらの日本」）を信時が作ることとした。
自筆譜によると1947年3月4日から4月16日にかけての短期間に、鎌倉極楽寺の自邸で作曲された。草稿が少なくとも3種あり、戦中にさかのぼる構想をこの機会にまとめたものとみられる。草稿からはスケッチの後にピアノ譜を作り、オーケストレーションを行うという手順をとったことが分かるという。

## 初演と録音
本作品は、1947年5月3日15時から東京・帝国劇場で開かれた「新憲法施行記念祝賀会」における最初の演目として、橋本自らが指揮し東宝交響楽団（現在の東京交響楽団）により初演された。この模様はラジオで全国に中継放送されたほか、NBCがアメリカ向け放送の番組に選んだ。本作品はその後数回演奏された後、長く忘れられることとなった。
2001年ごろ名古屋フィルハーモニー交響楽団（名フィル）のコントラバス奏者・岡崎隆が東京の日本近代音楽館で自筆譜のマイクロフィルムを見つけ、名フィルに来る指揮者たちに本作品を紹介した。その中に湯浅卓雄がおり、湯浅の指揮による藝大フィルハーモニアの演奏でCDが発売されることとなった。2011年2月東京芸術大学奏楽堂で録音され、同年11月に発売された（Naxos Japan『日本作曲家選輯 橋本國彦：交響曲第2番／三つの和讃／感傷的諧謔』8.572869J）。世界初CD化を謳い、2011年度文化庁芸術祭に参加した。

## 楽曲
橋本は新憲法施行祝賀会プログラムで「この曲は平和の喜びの歌と舞踏と行進を、ソナタ形式と變奏形式とによって表現されてゐる。樂曲は各樂章に一貫した同一主題が使用されて居り行進の最後の頂點に於て、動機による平和の鐘が打鳴らされ、歡喜の中に結ばれる」と解説している。

### 楽器編成
ピッコロ1、フルート3、オーボエ2、イングリッシュ・ホルン1、クラリネット3、バス・クラリネット1、ファゴット2、コントラファゴット1、ホルン4、トランペット3、トロンボーン3、テューバ1、ティンパニ1、打楽器（シンバル、小太鼓、大太鼓、トライアングル、チューブラベル）、ハープ、弦楽5部（6–5–4–4–3プルト）

### 楽曲構成
二つの楽章から成る。演奏時間は34分ほど。
第1楽章
アレグロ・モデラート ヘ長調 3/4拍子。全551小節。
- ソナタ形式

第2楽章
アッラ・マルチア ヘ長調 4/4拍子。全374小節。
- 変奏形式

## 参考資料
- 憲法普及会『事業概要報告書』1947年（国立公文書館）
- 三枝まり『日本作曲家選輯 橋本國彦：交響曲第2番／三つの和讃／感傷的諧謔』Naxos Japan、2011年。8.572869J。
- 憲法普及会「新憲法施行記念祝賀会プログラム」 1947年5月3日（国立国会図書館「日本国憲法の誕生」）